# Michail Spiridonowitsch Gwosdew
Michail Spiridonowitsch Gwosdew (russisch Михаил Спиридонович Гвоздев; * um 1700; † nach 1759) war ein russischer Geodät im Militärdienst und der Anführer einer im Jahre 1732 durchgeführten Expedition in den Norden Alaskas, nachdem die Küste Alaskas zum ersten Mal von russischen Seefahrern entdeckt worden war. 
Zusammen mit Teilnehmern der ersten Kamtschatkaexpedition, den Seefahrern Iwan Fjodorow und Kondrati Moschkow gelangte Gwosdew auf dem Schiff Swjatoj Gawriil zum Kap Deschnjow, dem östlichsten Punkt des asiatischen Festlands.  Nach Auffrischen der Wasservorräte fuhr das Schiff in östlicher Richtung und stieß in der Nähe des Kap Prince of Wales bald wieder auf Land. Nun folgte die Expedition der Nordwestküste Alaskas und kartierte diese. Gleichzeitig setzte Gwosdew die von Semjon Deschnjow, Gerassim Ankudinow und  Fedot Popow  begonnene und von Vitus Bering fortgeführte Erforschung der Beringstraße fort. Bei der Rückkehr wurden die drei von Vitus Bering entdeckten Inseln der Diomedes-Gruppe erkundet. 
In den Jahren 1741 und 1742 nahm Gwosdew an der Expedition von Alexei Schelting teil, deren Aufgabe es war, das Ochotskische Meer und die Ostküste der Insel Sachalin zu kartieren.
Nach Michail Gwosdew wurde das Gwosdew-Kap im Osten Sachalins benannt.